# 뽀롱뽀롱 뽀로로
《뽀롱뽀롱 뽀로로》는 최종일이 기획하고 아이코닉스, 오콘, 하나로텔레콤·SK브로드밴드, 스튜디오 게일, EBS가 만든 대한민국의 텔레비전 애니메이션이다.

## 뽀로로 제작년도
《뽀롱뽀롱 뽀로로》는 2002년 10월에 발표되었으며, 프랑스 칸에서 열린 같은 해의 MIPCOM Jr.에서 라이선싱 시장을 대상으로 공개되었다.

## 제작 기업
- 기획: EBS[내용주 1]
- 제작: (주)아이코닉스, 오콘,[내용주 2](1~2기) 스튜디오 게일 (3기) 하나로텔레콤 (1~2기), SK브로드밴드 (3기~현재)

## 방송 일시
| 방송 채널 | 방송일                             | 방송 시간 |
| --------- | ---------------------------------- | --------- |
| EBS 1TV   | 2003년 11월 27일 ~ 2004년 2월 27일 | 종료      |
| EBS 1TV   | 2004년 3월 1일 ~ 2004년 5월 25일   | 종료      |
| EBS 1TV   | 2005년 12월 3일 ~ 2006년 5월 28일  | 종료      |
| EBS 1TV   | 2009년 5월 4일 ~ 10월 27일         | 종료      |
| EBS 1TV   | 2012년 2월 29일 ~ 5월 24일         | 종료      |
| EBS 1TV   | 2014년 2월 24일 ~ 5월 20일         | 종료      |
| EBS 1TV   | 2016년 3월 2일 ~ 5월 26일          | 종료      |
| EBS 1TV   | 2020년 11월 23일 ~ 2021년 2월 16일 | 종료      |
| EBS 1TV   | 2023년 8월 28일 ~ 11월 21일        | 종료      |

## 에피소드
| 시즌 | 시즌 | 회수 | 방송 날짜       | 방송 날짜        |
| 시즌 | 시즌 | 회수 | 시즌 시작       | 시즌 종료        |
| ---- | ---- | ---- | --------------- | ---------------- |
|      | 1    | 52   | 2007년 9월 14일 | 2007년 10월 13일 |
|      | 2    | 52   | 2008년 9월 5일  | 2008년 10월 13일 |
|      | 3    | 52   | 2009년 5월 4일  | 2009년 10월 27일 |
|      | 4    | 26   | 2010년 2월 29일 | 2010년 5월 24일  |
|      | 5    | 26   | 2011년 2월 24일 | 2011년 5월 20일  |
|      | 6    | 42   | 2012년 3월 18일 | 2012년 12월 30일 |
|      | 7    | 42   | 2013년 3월 9일  | 2013년 12월 28일 |
|      | 8    | 42   | 2014년 5월 30일 | 2014년 12월 25일 |

## 번외작

### 뽀로로와 노래해요
《뽀로로와 노래해요》는 2005년부터 2019년까지 EBS에서 방송된 애니메이션 프로그램 《뽀롱뽀롱 뽀로로》의 번외작으로, 뽀로로와 친구들이 함께 부르는 동요 애니메이션이다.

### 뽀로로 동화나라
《뽀로로 동화나라》는 2020년 방영중인 뽀롱뽀롱 뽀로로의 번외편이다.

#### 추가 등장인물
- 이지현: 피노키오
- 엄상현: 제페토 할아버지, 야수, 후크 선장
- 전태열: 늑대, 어둠의 마법사
- 정영웅: 서커스 단장
- 한만중: 서커스 피에로
- 이명호: 벨
- 신용우: 잭
- 김은아: 마녀, 거위, 꼬마 너구리
- 이민규: 마법사, 할아버지 너구리
- 남도형: 피터팬
- 정혜원: 팅커벨

### 뽀로로 전화
'뽀로로'가 아이코닉스의 다른 애니메이션인 꼬마버스 타요의 등장인물 '타요'와 함께 영상통화로 통화를 한다는 설정으로 진행하는 애니메이션이다. 각 애니메이션의 에피소드를 교차적으로 편집하여 "오늘은 이런 일이 있었다" 라고 회고하며, 교훈을 알려준다.

### 뽀로로 한국 대모험
한국적인 요소를 담아낸 스핀오프 애니메이션이다. '뽀로로'와 '크롱'이 '에디'가 만든 로켓을 몰래 타다가 한국으로 불시착하는데, 한국의 여러 문화를 체험하는 이야기를 담고 있다.
| 회차 | 이름                   | 요소                                                     |
| ---- | ---------------------- | -------------------------------------------------------- |
| 1화  | 뽀로로가 한국에 왔어요 | 숭례문                                                   |
| 2화  | 새로 사귄 친구         | 된장찌개, 김치, 불고기 등 한국 요리 덕수궁 수문군 교대식 |
| 3화  | 다시 만난 친구들       | 한강                                                     |
| 4화  | 안녕, 한국!            | 한강(서울세계불꽃축제)                                   |

## 흥행과 평가
애니메이션 뽀롱뽀롱 뽀로로는 같은 유아용 TV 프로그램인 《꼬꼬마 텔레토비》와 함께 유아교육적 관점에서도 매우 우수한 작품으로 평가받는다. 뽀로로 관련 작품들은 세계적으로 큰 인기를 끌고 있으며, 주인공 등장인물 '뽀로로'가 대통령이라는 단어와 합해져 '뽀통령'이라는 유행어가 생길 만큼 굉장히 큰 영향력을 미치고 있다. 이는 뽀로로가 유아들의 입장에서 가장 적절하고 친근감 있게 꾸며진 캐릭터이며, 프로그램의 구성도 유아들에게 적합하게 짜여져 있기 때문이다.
《뽀롱뽀롱 뽀로로》에 등장하는 등장인물들은 대부분의 등장인물들이 2~3등신 비율이기에 유아들의 입장에서 자신과 비슷한 나이대의 캐릭터라고 생각하게 된다. 그리고 작중 등장인물들이 주기적으로 프로그램을 시청하는 시청자와 시선을 마주치는데 이러한 행동은 프로그램을 시청하는 아이들 역시 텔레비전의 등장인물 중 하나로 생각할 수 있도록 하는 장치이다. 《뽀롱뽀롱 뽀로로》 애니메이션에서는 등장인물들이 대화를 하지 않거나 배경으로 짤막하게 등장하는 과정에서도 살아 움직이는 것처럼 조금씩 움직이거나 눈을 깜빡이는 등 세세한 작업이 가해졌다.
주인공 뽀로로 역시 펭귄이라는 독특한 캐릭터성, 그리고 캐릭터의 무국적화를 무기로 하여 틈새시장을 파고들었다는 평가를 받는다. 실제로 최종일 기획자 역시 "사람 캐릭터로 하면 인종, 지역적 특성, 제작자의 문화적 배경이 나타나기 때문에 세계화되기 어렵다" 라고 했다. 펭귄은 어떠한 지역적 특성에도 얽매이지 않는 동물이기 때문에 아무 나라에서도 유명세를 떨칠 수 있게 되었다는 분석도 있다. 실제로 펭귄이 서식하는 남극은 무국적 지대이며, 호랑이나 사자, 판다 같은 일부 동물 캐릭터들은 지역적 특성이 드러나기도 한다.
그리고 최종일 기획자는 강아지 캐릭터를 만들려고 하니 《스누피》라는 강력한 경쟁자가 있었고, 고양이 캐릭터를 만들려고 하니 《헬로키티》라는 강력한 경쟁자가 있었다고 말했다. 그러나 펭귄으로 똑같이 인기를 끌고 있었던 애니메이션 《핑구》가 있었고, 핑구에서는 가족과의 이야기를 주로 하였으나 《뽀롱뽀롱 뽀로로》는 친구와의 이야기를 주로 다뤘기 때문에 차별화가 된다고 하였다. 또 최종일 기획가는 "본래 펭귄은 (핑구처럼) 검은색과 흰색이지만, 유아들은 파란색을 가장 좋아하였고 유아들의 시선에 맞춰 뽀로로를 파란색으로 디자인했다."고 밝혔다.
그리고 이때까지 구성되었던 유아용 프로그램에서는 대부분 교육이라는 요소에 시선이 맞춰져 지루하다고 느낄 만한 부분이 많았는데 뽀롱뽀롱 뽀로로에서는 재미를 추구하면서 교훈을 주는 전개인 장르 '에듀테인먼트' 장르로 만들어져있다.
전개 방식 측면에서도 굉장히 좋은 평을 받았는데, 왜냐하면 뽀롱뽀롱 뽀로로의 전개 속도가 느릿느릿한 편이기 때문이었다. 어린 아이들을 위한 교육 애니메이션 등에서 전개 속도가 빠르면 빠를수록 집중력 발달을 저해하거나 학습 능력을 감퇴시킨다는 연구 결과가 존재한다. 이러한 결과 때문에 유아교육학이 발달된 국가에서 만들어진 대부분의 유아 애니메이션은 굉장히 느린 속도로 진행되는 경향이 있다. 뽀롱뽀롱 뽀로로 역시 재미를 반감시키지 않을 정도의 느린 속도로 천천히 프로그램을 진행한다. 더불어 3세에서 5세 가량의 아이들은 가장 많이 집중할 수 있는 시간이 5분 가량이며 이에 맞춰 시즌 3까지 애니메이션 분량을 5분으로 설정하였다.
그러나 유아들은 비판적 사고능력이 부족하며, 무분별할 정도로 정보를 받아들이려는 습관이 있기 때문에 해당 프로그램에서 묘사되는 장면들이 유아에게 악영향을 줄 수 있다는 주장도 있다. 가장 문제가 되는 것은 등장인물 크롱의 말버릇 '크롱 크롱'인데, 크롱은 모든 장면에서 '크롱'이라고밖에 말하지 않는다. 따라서 크롱의 대사가 유아들의 언어발달을 저해한다는 주장이 있다. 비슷한 예로 대한민국의 다른 유아용 애니메이션인 《따개비 루》나 《빼꼼》은 모든 등장인물들이 동물의 울음소리를 흉내낸 알 수 없는 소리를 하여, 《따개비 루》를 보고난 후 아이들의 언어능력이 퇴행하거나, 행동이 문제적 행동으로 바뀌었다는 지적도 있었다.
뽀로로에서도 역시 '크롱'이 반복적으로 "크롱"이라고 말을 하는 것이나, 아이들이 비행기를 만들고 절벽에서 뛰어내리는 등 굉장히 위험한 연출이 많이 있었다. 《따개비 루》에서도 지나치게 비현실적인 극중 구성 때문에 안전사고를 유발할 수 있다는 지적을 받았다. 《따개비 루》에서 가장 자주 나오는 장면은 '따개비 루'가 팔짱을 끼고 머리로만 물구나무서기를 한 후, 몸 전체를 좌우로 기울이며 생각하는 장면이 있는데 이러한 장면 때문에 안전사고를 우려하는 학부모가 있기도 했다.
캐릭터의 화는 당시 여러 학부모들이 《뽀롱뽀롱 뽀로로》가 일본이나 미국 애니메이션 혹은 유럽권의 애니메이션이라고 했던 의견들이 많았는데, 대부분의 학부모들이 한국 애니메이션인 것을 모르고 있었다는 연구결과도 존재한다. 이러한 경향은 서울특별시가 배경이지만 대부분의 등장인물들이 영어 인명을 사용하는 《꼬마버스 타요》에서도 이어진다. 또한 <띠띠뽀 띠띠뽀>도 그런 부류. 요즘엔 뽀로로 품사송도 유튜브에 나왔다.